# Elisabeth Philippine Karoline von Dewitz
Elisabeth Philippine Karoline von Dewitz (* 7. Oktober 1820  in Stettin; † 20. September 1899 in Cramonsdorf) war eine deutsche Schriftstellerin, sie veröffentlichte unter dem Pseudonym Elise von Fernhain etwa 20 volkstümliche Bücher.

## Leben
Elisabeth Philippine Karoline von Dewitz (auch Elisabeth von Rüchel-Kleist) war eine Tochter von Jakob Friedrich von Rüchel-Kleist und Enkelin des Generals der Infanterie Ernst von Rüchel. Sie heiratete am 23. März 1840 in Danzig den Gelehrten Karl Wilhelm Ludwig Franz von Dewitz (* 17. Juli 1806 in Halberstadt; † 12. Oktober 1867 in Weitenhagen). Sie lebten auf dem Familiengut in Weitenhagen, aus dieser Ehe gingen zehn Kinder hervor.
Nach einem Schlaganfall ließ ihre Schaffenskraft nach und sie wurde von ihrer jüngsten Tochter Luise (Lulu) gepflegt, verlebte ihre letzten Jahre in Carvin, dann in Cramonsdorf, wo sie am 20. September 1899 starb.

## Werke (Auswahl)
- Saat und Ernte, Erzählg. aus der Gegenwart, Dülfer, Breslau 1879
- Ungetauft, Ein Bild a. d. Vergangenheit f. d. Gegenwart, Soltau 1880
- Zur elften Stunde, Eine Erzählg. fürs Volk. Gekrönte Preisschrift d. internationalen Vereins f. Sonntagsheiligung in Genf, Christl. Verein im nördl. Deutschland, Eisleben 1881
- Bilder aus dem Alltagsleben, Norddeutsche Verlags-Anstalt, Hannover 1882
- Zwischen Elbe und Weichsel, Eine historische Erzählung aus der Reformationszeit 1548–1578, erschienen 1886.
- Bis jenseits des Weltmeers, Erzählg. fürs Volk, Christl. Verein im nördl. Deutschland, Eisleben 1887